# Немта
Немта́ (Немпту́, Немту́) — река в Хабаровском крае России, в бассейне Амура. Длина реки — 230 км. Площадь водосборного бассейна — 6290 км².
Истоки реки находятся в районе имени Лазо в окрестностях пос. Золотой.
В верхнем течении в 24 км ниже пос. Золотой на правом берегу стоит пос. Мухен. В посёлке Мухен находилась станция Немпту ведомственной Оборской железной дороги (в XXI веке разобрана). В 20 км ниже пос. Мухен в Немту слева впадает река Сидими (на берегу Сидими стоит пос. Сидима). Впадает в озеро Синдинское (иное название — озеро Маяк). Высота устья — 26 м над уровнем моря.
В среднем течении по реке Немта проходит административная граница между районом имени Лазо и Хабаровским районом, в нижнем течении — между Хабаровским и Нанайским районами.
Код водного объекта — 20030900112118100069271.